# Utricularia caerulea
Utricularia caerulea — вид рослин із родини пухирникових (Lentibulariaceae).

## Біоморфологічна характеристика

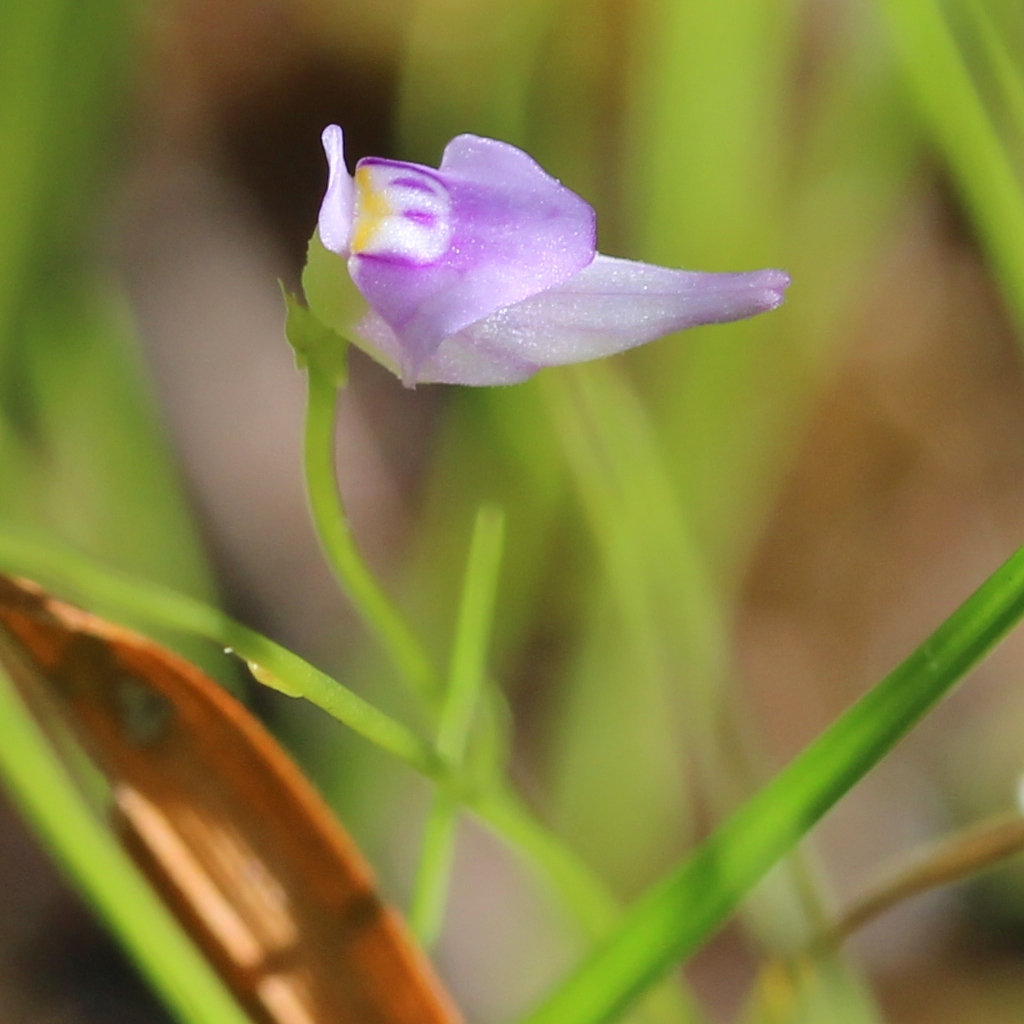

Однорічник, наземний. Ризоїди і столони капілярні, розгалужені. Пастки на столонах і листках, на ніжках, яйцеподібні, 0.2–1 мм, з зубчастими залозками на придатку і краю рота. Листки численні, від основи квітконосу та столонових вузлів, голі, листкові пластини від лінійних до лінійно-зворотно-яйцюватих, 3–20 × 5–20 мм, край цільний, верхівка закруглена. Суцвіття прямовисні, 5–44 см, 1–15-квіткові, голі. Частки чашечки дрібнососочкові, голі. Віночок фіолетовий, рожевий або білий, помічений жовтим на зеві, 4–10 мм; нижня губа широко-яйцювата, верхівка від закругленої до виїмчастої; шпора вузько-конічна, зазвичай довша за нижню губу віночка, верхівка субгостра; верхня губа від довгастої до яйцювато-довгастої. Зав'язь куляста. Коробочка від кулястої до еліпсоїдної, 1.5–2 мм, розщеплюється поздовжньою черевною щілиною. Насіння від зворотно-яйцеподібного до довгасто-еліпсоїдного, 0.2–0.3 мм. 2n = 36, 40. Період цвітіння: червень — січень; період плодоношення: липень — лютень.

## Поширення
Зростає на півдні Азії: Китай, Бангладеш, Камбоджа, Індія, Індонезія, Японія, Тайвань, Корея, Лаос, Малайзія, М'янма, Непал, Папуа-Нова Гвінея, Філіппіни, Шрі-Ланка, Таїланд, В'єтнам, Австралія, Мадагаскар, острови Тихого океану (Гуам, Палау).
Населяє вологі скелі, бthtub струмків, вологі луки, болота, сирі місця; на висотах від ≈ 0 до 2000 метрів.